# Dexter: Original Sin
Dexter: Original Sin ist eine US-amerikanische Dramaserie des Streaming-Dienstes Paramount+ gemeinsam mit Showtime. Es handelt sich um ein Prequel zu der gleichnamigen Serie Dexter, die von 2006 bis 2013 lief. Die erste Staffel erscheint seit dem 13. Dezember 2024.
Im April 2025 wurde die Serie um eine zweite Staffel verlängert.

## Handlung
Dexter ist im Jahr 1991 in Miami auf dem Weg vom Studenten zum rachsüchtigen Serienmörder. Als er seinen blutrünstigen Drang nicht länger ignorieren kann, muss Dexter lernen, sich auf seine innere Finsternis zu fokussieren. Unter der Aufsicht seines Vaters Harry übernimmt Dexter einen Kodex, der ihm helfen soll, Menschen zu finden und zu töten, ohne ins Visier der Behörden zu geraten. Dies ist eine besondere Herausforderung für den jungen Dexter, als er ein forensisches Praktikum im Miami Metro Police Department beginnt.

## Besetzung und Synchronisation
Die deutschsprachige Synchronisation entsteht bei der Cinephon Filmproduktions GmbH in Berlin nach Dialogbüchern von Katrin Kabbathas und unter der Dialogregie von Stefan Kaiser.

### Hauptdarsteller
| Rolle                    | Darsteller       | Synchronsprecher          |
| ------------------------ | ---------------- | ------------------------- |
| Dexter Morgan            | Patrick Gibson   | Amadeus Strobl            |
| Harry Morgan             | Christian Slater | Sven Hasper               |
| Debra Morgan             | Molly Brown      | Jodie Blank               |
| Maria LaGuerta           | Christina Milian | Sarah Méndez García       |
| Angel Batista            | James Martinez   | Sebastian Christoph Jacob |
| Vince Masuka             | Alex Shimizu     | Rainer Fritzsche          |
| Bobby Watt               | Reno Wilson      |                           |
| Aaron Spencer            | Patrick Dempsey  | Boris Tessmann            |
| Dexter Morgan / Erzähler | Michael C. Hall  | Dennis Schmidt-Foß        |

### Gastdarsteller
| Rolle        | Darsteller            | Synchronsprecher |
| ------------ | --------------------- | ---------------- |
| Tanya Martin | Sarah Michelle Gellar | Nana Spier       |

### Nebendarsteller
| Rolle          | Darsteller           | Synchronsprecher |
| -------------- | -------------------- | ---------------- |
| Laura Moser    | Brittany Allen       |                  |
| Camilla Figg   | Sarah Kinsey         |                  |
| Sofia Rivera   | Raquel Justice       |                  |
| Doris Morgan   | Jasper Lewis         | Franziska Endres |
| Brian Moser    | Roby Attal           |                  |
| Clark Sanders  | Aaron Jennings       |                  |
| Tony Ferrer    | Roberto Sanchez      |                  |
| Little Dexter  | Eli Sherman          |                  |
| Little Brian   | Xander Mateo         |                  |
| Hector Estrada | Carlo Mendez         |                  |
| Santos Jimenez | Randy Gonzalez       |                  |
| Mad Dog        | Joe Pantoliano       | Lutz Mackensy    |
| Gio            | Isaac Gonzalez Rossi |                  |
| Becca Spencer  | Amanda Brooks        |                  |
| Nicky Spencer  | London Thatcher      |                  |

## Episodenliste
| Nr. | Deutscher Titel           | Originaltitel            | Erstveröffentlichung USA | Deutschsprachige Erstveröffentlichung (D) | Regie           | Drehbuch                            |
| --- | ------------------------- | ------------------------ | ------------------------ | ----------------------------------------- | --------------- | ----------------------------------- |
| 1   | Wie alles anfing…         | And in the Beginning…    | 13. Dez. 2024            | 13. Dez. 2024                             | Michael Lehmann | Clyde Phillips                      |
| 2   | Ein Kind im Süßwarenladen | Kid in a Candy Store     | 20. Dez. 2024            | 20. Dez. 2024                             | Michael Lehmann | Katrina Mathewson & Tanner Bean     |
| 3   | Miami Vice                | Miami Vice               | 20. Dez. 2024            | 27. Dez. 2024                             | Monica Raymund  | Safura Fadavi                       |
| 4   | Totalschaden              | Fender Bender            | 27. Dez. 2024            | 3. Jan. 2025                              | Monica Raymund  | Nick Zayas                          |
| 5   | Total verkackt            | F Is for Fuck-Up         | 3. Jan. 2025             | 10. Jan. 2025                             | Michael Lehmann | Alexandra Franklin & Marc Muszynski |
| 6   | Freude am Töten           | The Joy of Killing       | 10. Jan. 2025            | 17. Jan. 2025                             | Michael Lehmann | Terry Huang                         |
| 7   | Das böse Leichenproblem   | The Big Bad Body Problem | 24. Jan. 2025            | 24. Jan. 2025                             | Monica Raymund  | Katrina Mathewson & Tanner Bean     |
| 8   | Geschäft und Vergnügen    | Business and Pleasure    | 31. Jan. 2025            | 31. Jan. 2025                             | Monica Raymund  | Mary Leah Sutton                    |
| 9   | Blutspende                | Blood Drive              | 7. Feb. 2025             | 7. Feb. 2025                              | Michael Lehmann | Scott Reynolds                      |
| 10  | Kodex-Blues               | Code Blues               | 14. Feb. 2025            | 14. Feb. 2025                             | Michael Lehmann | Clyde Phillips                      |

## Produktion
Im Juli 2023 gab The Wall Street Journal bekannt, dass Showtime nach dem Erfolg von Dexter: New Blood (2021) an mehreren neuen Dexter-Serien arbeitet. Damals wurde die Serie unter dem Titel „Dexter: Origins“ angekündigt.
Am 24. Mai 2024 gab Paramount+ bekannt, dass Patrick Gibson, Christian Slater und Molly Brown die Hauptrollen der Serie übernehmen, zudem kündigte der Streaming-Dienst an, dass der neue Titel der Serie „Dexter: Original Sin“ ist. Die Serie soll 10 Episoden haben.
Der Darsteller der Originalserie, Michael C. Hall, tritt in der Serie als Erzähler auf.
Im September 2024 wurden weitere Darsteller wie z. B. Patrick Dempsey bekannt und ein erster Trailer wurde veröffentlicht.